# Speldhurst
Speldhurst es una parroquia civil y un pueblo del distrito de Tunbridge Wells, en el condado de Kent (Inglaterra).

## Geografía
Según la Oficina Nacional de Estadística británica, Speldhurst tiene una superficie de 16,23 km².

## Demografía
Según el censo de 2001, Speldhurst tenía 4759 habitantes (47,26% varones, 52,74% mujeres) y una densidad de población de 293,22 hab/km². El 21,5% eran menores de 16 años, el 68,48% tenían entre 16 y 74 y el 10,02% eran mayores de 74. La media de edad era de 42,15 años. Del total de habitantes con 16 o más años, el 19,78% estaban solteros, el 66,17% casados y el 14,05% divorciados o viudos.
El 92,1% de los habitantes eran originarios del Reino Unido. El resto de países europeos englobaban al 2,58% de la población, mientras que el 5,32% había nacido en cualquier otro lugar. Según su grupo étnico, el 98,32% eran blancos, el 0,72% mestizos, el 0,63% asiáticos, el 0,21% chinos y el 0,13% de cualquier otro salvo negros. El cristianismo era profesado por el 81,22%, el budismo por el 0,19%, el hinduismo por el 0,23%, el judaísmo por el 0,06%, el islam por el 0,36%, el sijismo por el 0,13% y cualquier otra religión por el 0,48%. El 10,97% no eran religiosos y el 6,37% no marcaron ninguna opción en el censo.
2005 habitantes eran económicamente activos, 1974 de ellos (98,45%) empleados y 31 (1,55%) desempleados. Había 1796 hogares con residentes, 47 vacíos y 6 eran alojamientos vacacionales o segundas residencias.